# Unter falschem Verdacht (1947)
Unter falschem Verdacht ist ein französischer Film-Noir-Thriller aus dem Jahr 1947 von Henri-Georges Clouzot mit Louis Jouvet, Bernard Blier und Suzy Delair in den Hauptrollen. Die Geschichte basiert auf dem Roman “Légitime Défense” von Stanislas-André Steeman.

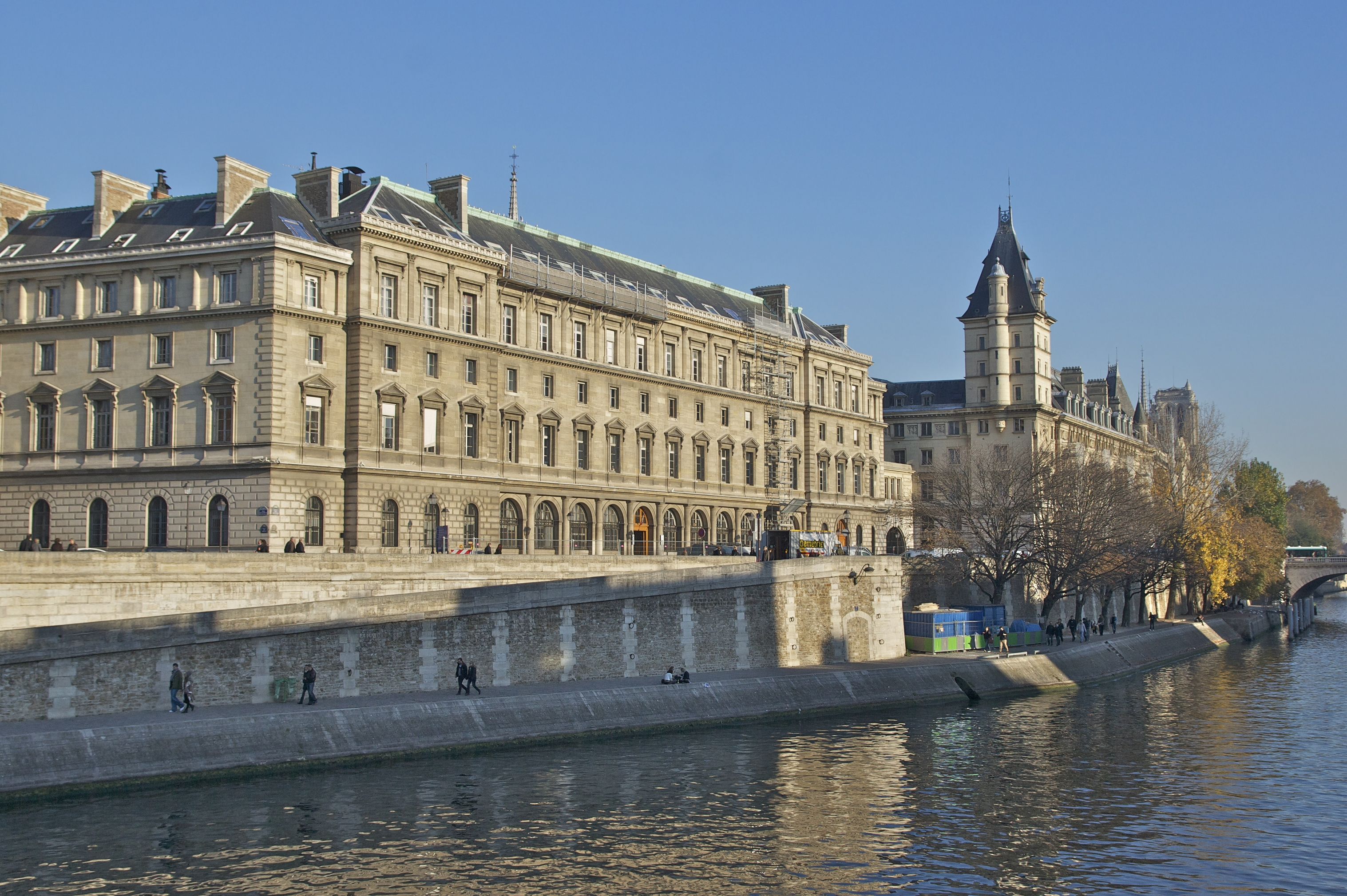
Titelgebender Handlungsort Quai des Orfèvres, einst der Sitz der Pariser Polizeidirektion

## Handlung
Marguerite Chauffournieur ist eine Chansonsängerin, die unter dem Künstlernamen Jenny Lamour in einem Pariser Varieté-Cabaret auftritt. Ihr zur Seite steht ihr Ehemann Maurice Martineau, ein junger Mann aus gutbürgerlichem Hause, der sie einst auch deswegen heiratete, um seine bigotte Familie zu ärgern. Heute steht Maurice Jenny bei ihren Auftritten als Pianist zur Seite. Die Ehe der beiden ist nicht unkompliziert, da Maurice Jenny vorwirft, allzu leichtfertig zu sein. Ihn selbst quält ständig seine Eifersucht, und Jenny befeuert auch noch die Gedanken, die Maurice ob Jennys mutmaßlicher ehelicher Untreue betrifft. Zuletzt bandelte sie mit dem bereits 70-jährigen Georges Brignon an, einem ebenso einflussreichen wie perversen Mann, der Jenny Hoffnung auf eine große Künstlerinkarriere machte. Für Maurice ist damit das Maß voll: Wütend spricht er gegenüber dem Alten in einem Restaurant, also in aller Öffentlichkeit, in Jennys Anwesenheit Morddrohungen aus. Die Dinge schaukeln sich gefährlich hoch, als Maurice erfährt, dass Brignon sich mit seiner Frau bei sich zu Hause verabredet hat.
Maurice will, nachdem er sich in seinem Theater ein ziemlich wackliges Alibi besorgt hatte, den Widersacher töten. Doch als er vor Ort ankommt, findet er bereits dessen Leiche vor. Jenny hingegen ist verschwunden und beider Auto fort. Maurice weiß nicht, dass Jenny, angeekelt von den Zudringlichkeiten des Alten, diesen mit einer Flasche Champagner bewusstlos schlug und sich anschließend aus dem Staub machte, weil sie glaubte, sie habe Brignon ermordet. In ihrer Not floh Jenny zu ihrer Nachbarin und Vertrauten Dora Monnier, einer Kunstfotografin und Jugendfreundin ihres Mannes, die im Erdgeschoss beider Mietshaus ein Atelier besitzt. Dora, die Jenny heimlich liebt, ist sehr hilfsbereit. Sie überredet die aufgelöste Jenny, niemandem von dem angeblichen Totschlag zu sagen. Sie selbst begibt sich zu dem Opfer, um vor Ort Jennys Fingerabdrücke zu beseitigen. Bald darauf erscheint bei Dora auch Maurice, der nichts von Jennys Geschichte weiß, der Jugendfreundin aber von den Vorgängen, so wie er sie erlebt hat, erzählt. Dora bewahrt ihm gegenüber erst einmal Stillschweigen bezüglich ihres Wissensstands.
Inspektor Antoine, Typ eigenbrötlerischer Einzelgänger mit kantigen Gesichtszügen, arbeitet in der Direktion der Pariser Kriminalpolizei am Quai des Orfèvres. Der bekennende und scharfzüngige Zyniker wird mit dem Mordfall Brignon beauftragt. Rasch findet er dank seines wachen Verstands heraus, dass es eine Verbindung zwischen dem Toten und Dora Monnier gibt. Sie hatte nämlich in dessen Auftrag Nacktfotos von jungen Frauen für den Lustgreis angefertigt, aber auch für Jenny und Maurice gearbeitet. Damit stellt sich eine weitere Verbindung, die zu den Martineaus, heraus. Der Inspektor wird natürlich sehr hellhörig, als er erfährt, dass Maurice Monsieur Brignon mit dem Tod gedroht hatte und dass Maurices Alibi – er will den fraglichen Abend im Theater verbracht haben – leicht zu erschüttern ist. Als sich die Vermutungen des Inspektors in Gewissheit verwandeln und zeigen, dass der junge Pianist ebenso wie seine Frau Jenny gelogen hat, gerät das Leben des Paares in eine gefährliche Abwärtsspirale. Verzweifelt ist Jenny entschlossen, sich selbst des Totschlags zu bezichtigen, ihre Freundin Dora hindert sie daran.
An Heiligabend wird Maurice von der Kriminalpolizei einem scharfen Verhör unterzogen. Mit den Nerven am Ende, gesteht Maurice, an besagtem Abend Brignon in dessen Wohnung aufgesucht zu haben. Er sagt aber, dass er den Alten bereits tot aufgefunden habe. Da niemand ihm zu glauben scheint, wird er in Polizeigewahrsam genommen und unternimmt kurz darauf in seiner Gefängniszelle einen Selbstmordversuch. Zutiefst geschockt und voller Schuldbewusstsein, gesteht daraufhin Jenny die Tat. Dann erscheint Dora und bringt noch mehr Verwirrung in den Fall, denn nun behauptet auch sie, Brignon umgebracht zu haben. Plötzlich erhält der Fall eine völlig neue Wendung. Inspektor Antoine ermittelt den wahren Täter, und der Fall wird klar: Der Mörder heißt Paulo, ein Schrotthändler, und hatte das Auto der Martineaus gestohlen. Mit dem Wagen fuhr er zu Brignons Haus, um ihn auszurauben. Der Räuber geriet in Panik, als er den durch den Champagnerflaschenschlag blutüberströmten Mann herbeistürmen sah, und schoss ihn nieder. Am Weihnachtsmorgen kehrt Jenny mit vom Suizidversuch gezeichneten Maurice vom Quai des Orfèvres in beider Wohnung zurück. Ihre Liebe zueinander ist inniger geworden, und sie sind entschlossen, zu einem normalen und glücklichen Leben zurückkehren zu wollen.

## Produktionsnotizen
Unter falschem Verdacht entstand zwischen dem 3. Februar und dem 10. Mai 1947 und wurde erstmals im Rahmen der diesjährigen Filmfestspiele von Venedig Anfang September desselben Jahres präsentiert. Die französische Premiere war am 3. Oktober 1947 in Paris. Die Deutschland-Premiere fand anderthalb Jahre darauf, im Frühjahr 1949, statt.
Max Douy schuf die Filmbauten, Jacques Fath die Kostüme.
Suzy Delair in der Rolle der Chansonette Jenny Lamour singt die beiden Lieder „Avec son trallala“ und „Danse avec moi“.

## Wissenswertes
Für Regisseur Clouzot bedeutete dieser Film das Ende des gegen ihn aufgestellten Boykotts seit der Befreiung Frankreichs 1944/45. Clouzot hatte 1943, also noch während der Besatzungszeit, den Film Der Rabe für die deutsch kontrollierte Produktionsfirma Continental Films gedreht und sich damit in den Augen der nunmehr tonangebenden Franzosen zum Kollaborateur gemacht.

## Synchronisation
| Rolle             | Darsteller        | Synchronsprecher   |
| ----------------- | ----------------- | ------------------ |
| Inspektor Antoine | Louis Jouvet      | Herbert Gernot     |
| Jenny Lamour      | Suzy Delair       | Anneliese Bernardi |
| Maurice Martineau | Bernard Blier     | August Riehl       |
| Dora Monnier      | Simone Renant     | Annemarie Cordes   |
| Pâquerette        | Jeanne Fusier-Gir | Gertrud Spalke     |
| Brignon           | Charles Dullin    | Rudolf Vogel       |
| Léopardi          | Henri Arius       | Willy Friedrichs   |

Conrad von Molo führte die Dialogregie nach einem Buch von Kurt Hinz.

## Kritiken
Der Film stieß durchgehend auf positive Resonanz, zum Zeitpunkt der Premiere wie auch in späteren Jahren. Nachfolgend mehrere Beispiele:
In der französischen Presse des Jahres 1947 gab es wahre Elogen. Pierre Chartier schrieb in “France-Libre”: „Quai des Orfèvres ist nicht nur ein Film zum Ansehen, sondern ein Film zum Wiedersehen und Nachdenken. Es ist ein Wendepunkt in der Geschichte des französischen Kriminalfilms … Dank seines Realismus fegt Quai des Orfèvres mit einem Schlag all diese falschen Gangster, falschen Polizisten und falschen Schauspieler hinfort. Es ist ein Film mit ungewöhnlichen Qualitäten, einer formalen Schönheit, die eine gewisse Größe erreicht." Jean Desternes schrieb in „Combat“: „Clouzot ist nicht nur ein Filmregisseur. Er ist ein kreativer Künstler, der an seiner ursprünglichen Idee festhält, sie in Einstellungen, Worten, Handlungen ausarbeitet … Wenn er seinen Stempel und seine Stimmung aufdrückt, dann deshalb, weil er weiß, wo die Kapitel enden, wo man die Kommas setzt; er ‘denkt‘ seinen Film aus, wie ein Romancier seinen Roman ausdenkt, bevor er sich hinsetzt, um zu schreiben.“ Und François Chalais befand in „Carrefour“: „Wenn Quai des Orfèvres auf technischer Ebene in jedem Moment die größte Bewunderung verdient, sind die Dialoge des Films das Werk eines wirklich großartigen und äußerst subtilen Dramatikers. Das ist eine der bemerkenswertesten Eigenschaften von M. Clouzot: Er weiß, wie man schreibt. Sein technisches Gespür zügelt den für Schriftsteller typischen Wortfluss. Gleichzeitig gibt sein Sinn für Dialoge den Bildern den präzisen Kommentar, den sie benötigen.“
Auch spätere Rezensenten waren voll des Lobes:

„Der bedeutendste Vertreter der “schwarzen Filme” war H. G. Clouzot. In Quai des Orfèvres (Unter falschem Verdacht) mildert er die übliche, unglaubwürdige Kriminalhandlung mit malerischer Milieuzeichnung und mit einer Photographie, die den Lehren der impressionistischen Meister folgt.“

Der Filmkritiker und Publizist Jean Mitry meinte 1964 in “Histoire du cinéma”, es gäbe hier „etwas von Balzac sowie sowie von Simenon und Jean Anouilh (…) Es ist einer der wenigen Filme – mit Renoirs Die Spielregel, Alles über Eva und zwei oder drei andere – die es uns erlauben anzunehmen, dass das Kino, wie der Roman und das Theater, eines Tages ein Instrument zur Erforschung der menschlichen Seele sein kann.”
Auf “Der Film Noir” heißt es: “Fast ein Meisterwerk! Die Bildkompositionen des begnadeten Regisseurs Henri-Georges Clouzot (Die Teuflischen, 1955), das Schwarzweiß des Kameramanns Armand Thirard und die Leistungen der Darsteller, allen voran Louis Jouvet als Inspektor Antoine und Bernard Blier (Die Schenke zum Vollmond, 1949) als von Eifersucht besessener Musiker Maurice Martineau, sind schlicht fabelhaft. (…) Mit Erscheinen Jouvets als Inspektor Antoine hält der Film-Noir-Charakter Einzug und zwar mit einer für die Zeit überraschenden Härte, die sich gen Finale sukzessive steigert. Die Formensprache und ihre Dramaturgie halten den Zuschauer auch Jahrzehnte nach der Produktion in Atem. Die Atmosphäre der Großstadt bei Nacht ist mit ihren Metrostationen und vom Laternenlicht beleuchteten Gassen und Treppen grandios porträtiert. Nichts an diesem Film ist vordergründig und glatt.”
Im Lexikon des Internationalen Films heißt es: „Handwerklich routiniert inszenierter, düsterer Kriminalfilm, der die Charaktere mit einer zynischen und amüsant-morosen Weltsicht ausstattet. Ein sehr schwarzer Film mit einer hinreißenden Leistung des Hauptdarstellers.“
Auf cinema.de heißt es: “Regisseur Georges Clouzot inszeniert in seinem düsteren Krimi eine Welt aus Kälte, Misstrauen und Gewalt. Fazit: Clever, packend und sarkastisch”